# Elizondo
Elizondo es una localidad de la Comunidad Foral de Navarra (España), capital del Valle de Baztán, situado en la Merindad de Pamplona y a 57,5 kilómetros de la capital de la comunidad, Pamplona. Como el resto del municipio de Baztán, pertenece a la zona vascófona de Navarra. Su población en 2020 era de 3519 habitantes (INE).
Es capital y centro comercial del valle. Está emplazado a ambos lados del río Bidasoa o Baztán. Se trata de un asentamiento más urbano que rural dada la abundancia de comercios, bares, restaurantes, talleres y sucursales bancarias, siendo los servicios su base socioeconómica.
Tiene varios barrios de caseríos esparcidos por la regata de Bearzun: Antxanborda, Etxaide, Berro y Bearzun.

## Geografía física

### Situación
La localidad de Elizondo está situada en el centro del valle de Baztán, a ambos lados del río Baztán o Bidasoa y a una altitud de 200 m s. n. m. Limita al norte con Azpilcueta, al sur con Aríztegui de Garzáin, al este con Elvetea y al oeste con Lecároz.

## Historia
Ya en 1397, el rey Carlos III de Navarra reconocía la hidalguía de sus vecinos. Esta hidalguía la vemos en sus casas palaciegas con edificios monumentales que van del gótico tardío al renacimiento y barroco. El Ayuntamiento es del siglo XVIII, el Palacio de las Gobernadoras o Arizkunenea, barroco de hacia 1730, el también barroco Palacio de Beramundea y el Palacio de Istekonea, llamado también «Casa del Virrey».
En la localidad se encontró a partir de julio de 1834 y durante un corto espacio de tiempo la corte del pretendiente carlista Carlos María Isidro, autoentitulado como Carlos V, a su regreso de Inglaterra tras la persecución de los isabelinos y en donde se refugió durante la primera guerra carlista.

## Demografía

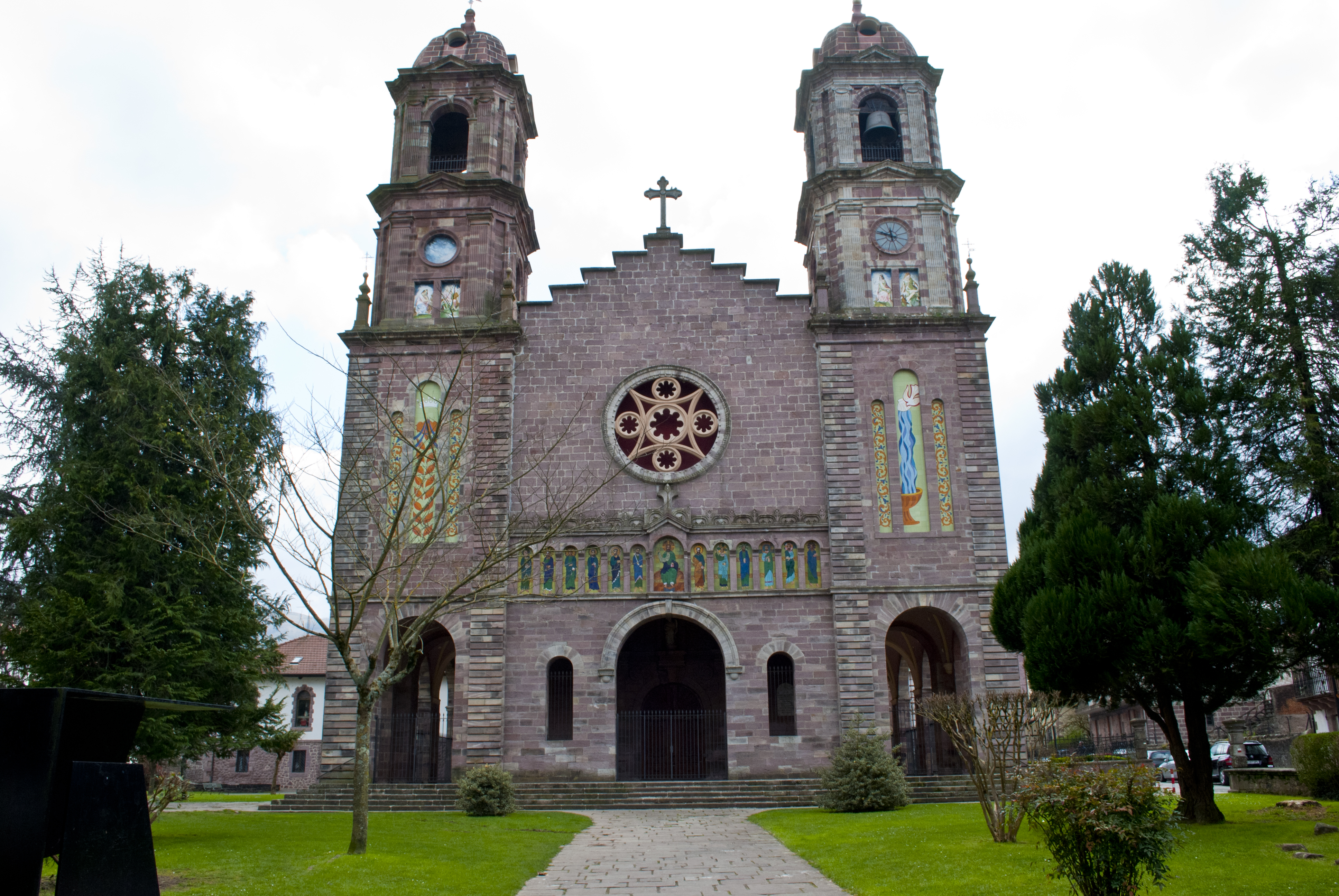
Iglesia de Santiago Apóstol

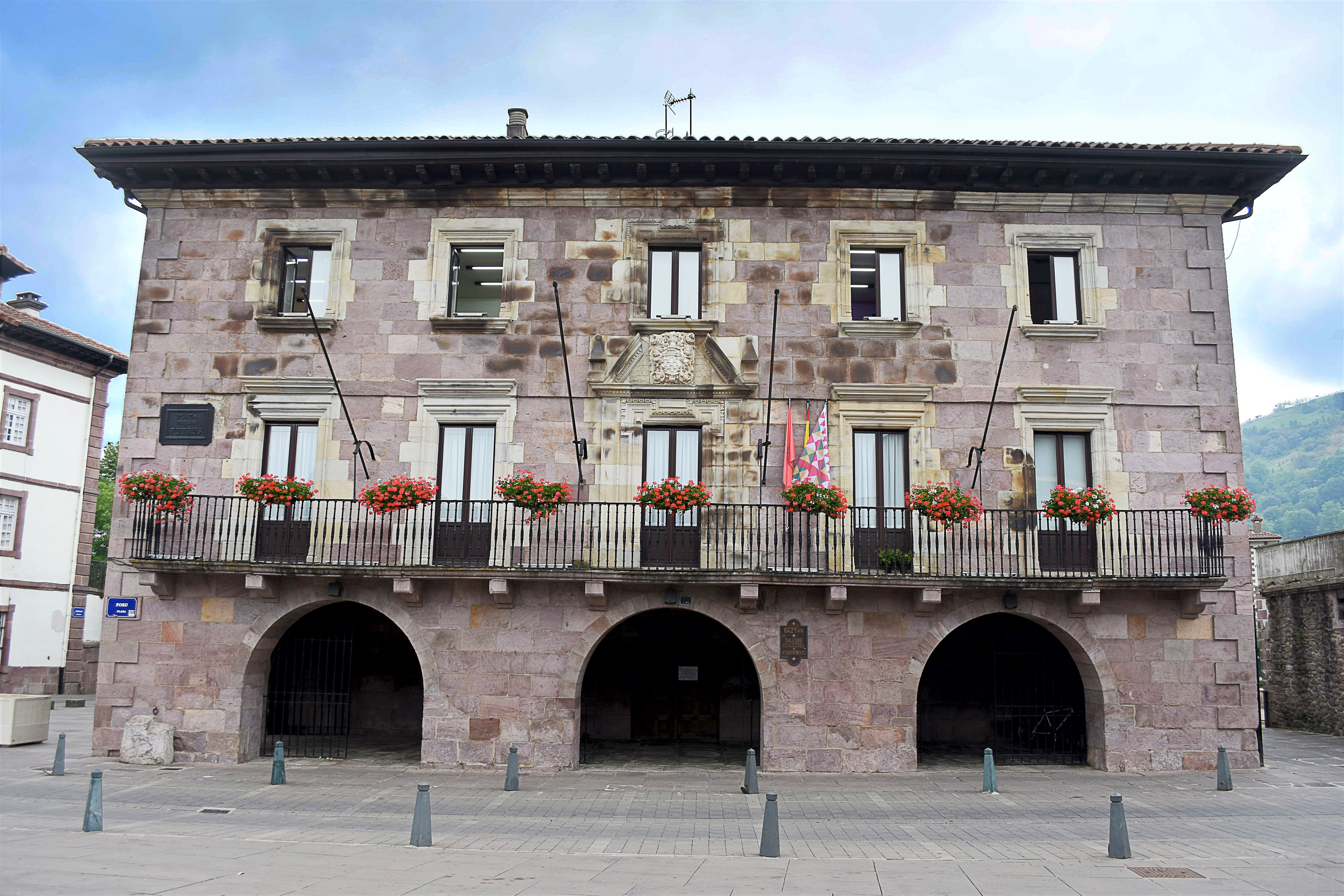
Casa consistorial

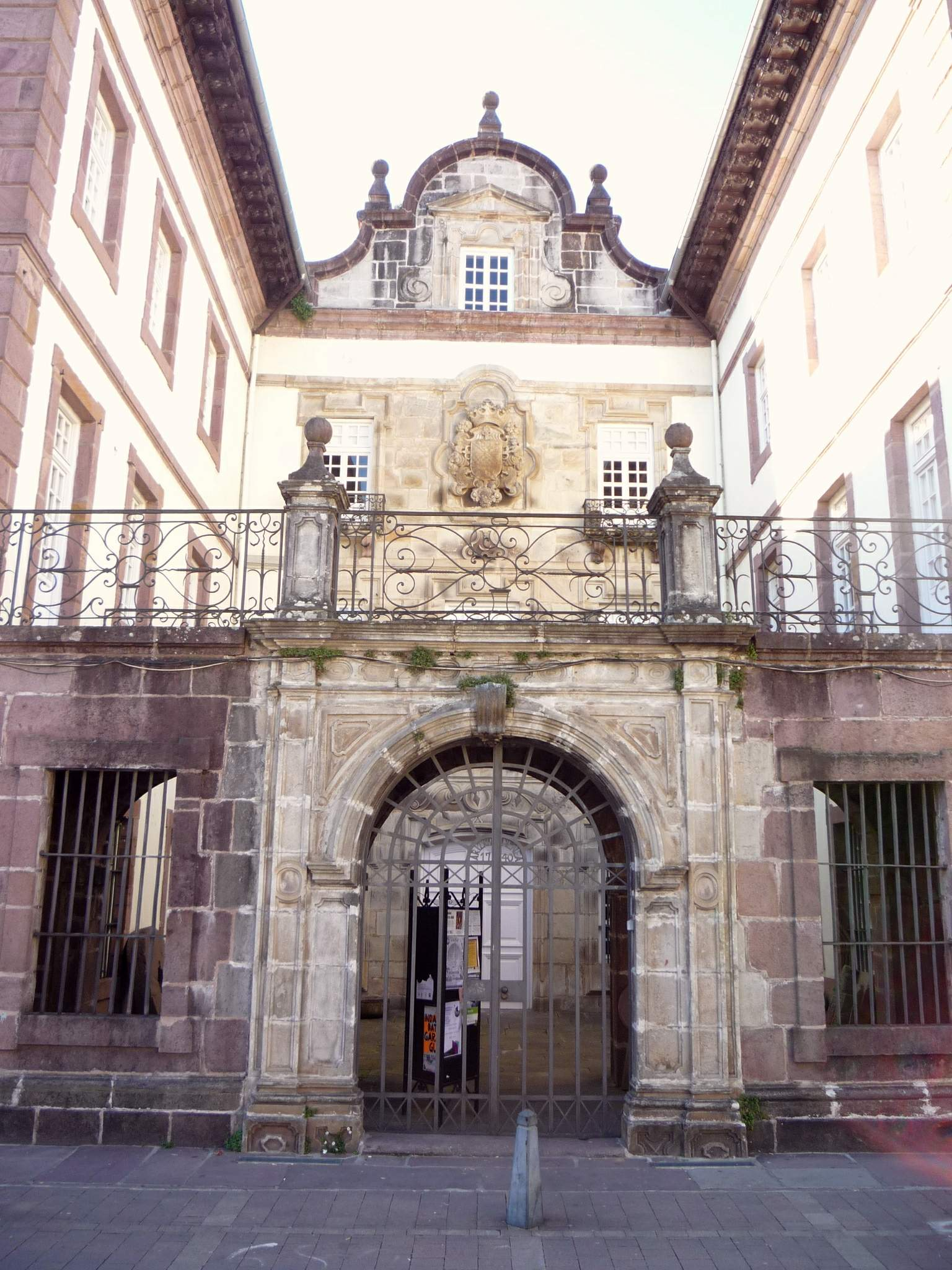
Palacio Arizkunenea

### Evolución de la población
| Gráfica de evolución demográfica de Elizondo entre 2000 y 2010 |
|                                                                |
| Datos según el nomenclátor publicado por el INE.               |

### Distribución de la población
El núcleo poblacional de Elizondo se ha incrementado, aunque ha disminuido en los barrios y en todo el  municipio del Baztán.
| Población | 1900 | 1950 | 1981 | 1986 | 2008 |
| --------- | ---- | ---- | ---- | ---- | ---- |
| Elizondo  | 1023 | 1698 |      | 3109 | 3462 |
| Barrios   | 490  | 336  | 257  |      |      |

## Gastronomía
En esta localidad se celebran varios eventos gastronómico-culturales de interés:
- La Feria de Primavera de Elizondo.[2]
- La Feria de Otoño de Elizondo.[3]
- El Concurso-Subasta Nacional de Ganado Selecto de Vacuno Pirenaico, que incluye las Jornadas Gastronómicas de la Pirenaica en donde se celebra a su vez el Concurso de pinchos, bustis y caldos de ternera.[4][5][6][7][8][9]

## Patrimonio arquitectónico
Calles antiguasA las orillas del río Baztan la calle Jaime Urrutia (antigua calle Mayor) y calle Braulio Iriarte (antigua calle del Sol o Eguzkialde). Junto a las viejas calles medievales se encuentra la calle Santiago con la iglesia y algunas casas de indianos.
AyuntamientoDel siglo XVII, Donde se reúne la Junta General de Baztan, institución de origen medieval que gobierna el valle.
Piedra o botilloEn una esquina del ayuntamiento, se utilizaba en el juego de laxoa, modalidad antigua de la pelota vasca.
PalaciosEntre ellos, en la calle Jaime Urrutia, como Arizkunenea (actual Casa de Cultura), la casa Seronraenea (antigua residencia de la sacristana) y la casa Ospitalenea (antiguo hospital y albergue de peregrinos de Santiago de Compostela). En la calle Braulio Iriarte destacan las casas Txarrenea y Puriosenea.
Arcadas de piedraDonde se celebraba el mercado local.
Presa de TxokotoVisible desde el puente de Muniartea (hoy museo).
Iglesia de SantiagoConstruida entre 1916 y 1925; la anterior, del siglo XVI, gravemente dañada en las inundaciones del 2 de junio de 1913, estaba ubicada en la Plaza de los Fueros. Destaca su gran fachada y sus dos torres de estilo neobarroco a cada lado.